# Złoty sierp
Złoty sierp (fr. La serpe d’or) – drugi album komiksu o przygodach Gala Asteriksa autorstwa René Goscinnego (scenariusz) i Alberta Uderzo (rysunki).
Komiks ukazywał się początkowo w odcinkach, na łamach francuskiego czasopisma Pilote, począwszy od 1960. Został wydany w formie albumu w 1962 r.
Pierwsze polskie wydanie (w tłumaczeniu Jolanty Sztuczyńskiej) pochodzi z 1991 r.

## Fabuła
Panoramiks złamał swój złoty sierp. Bez niego nie może udać się na coroczny zjazd druidów ani ścinać jemioły – niezbędnego składnika magicznego napoju, dającego Galom nadludzką siłę.
Asteriks i Obeliks podejmują się udać w podróż, by kupić sierp u najlepszego znanego Panoramiksowi wytwórcy – Ameriksa (notabene dalekiego kuzyna Obeliksa), mieszkającego w Lutecji.
Po przybyciu do Lutecji okazuje się, że sklep Ameriksa jest zamknięty, a żaden z mieszkańców nie chce mówić o zniknięciu jego właściciela. Asteriks i Obeliks rozpoczynają poszukiwania.

## Nawiązania
- prefekt Lutecji, Grakkus Flakus, jest karykaturą aktora Charlesa Laughtona, znanego między innymi z ról rzymskich mężów stanu[4],
- w trakcie pobytu w Sundunum Asteriks i Obeliks trafiają na wielkie wyścigi zaprzęgów wołów; jest to aluzja do wyścigów samochodowych 24h Le Mans[5].